# Licuala whitmorei
Licuala whitmorei är en enhjärtbladig växtart som beskrevs av Saw. Licuala whitmorei ingår i släktet Licuala och familjen Arecaceae. Inga underarter finns listade i Catalogue of Life.